# 東京申辦2020年夏季奧運會計劃
東京申辦2020年夏季奧運會計劃（日语：東京 2020）是日本東京和日本奧林匹克委員會共同申辦2020年夏季奧林匹克運動會與2020年夏季帕拉林匹克運動會的計劃，在2013年9月7日在布宜諾斯艾利斯所舉行的第125屆IOC會議上投票结果使得东京申办奥运会成功。東京擁有主辦1964年夏季奧林匹克運動會的經驗。

## 歷史

東京新宿區的摩天大樓，富士山則位於後方背景上

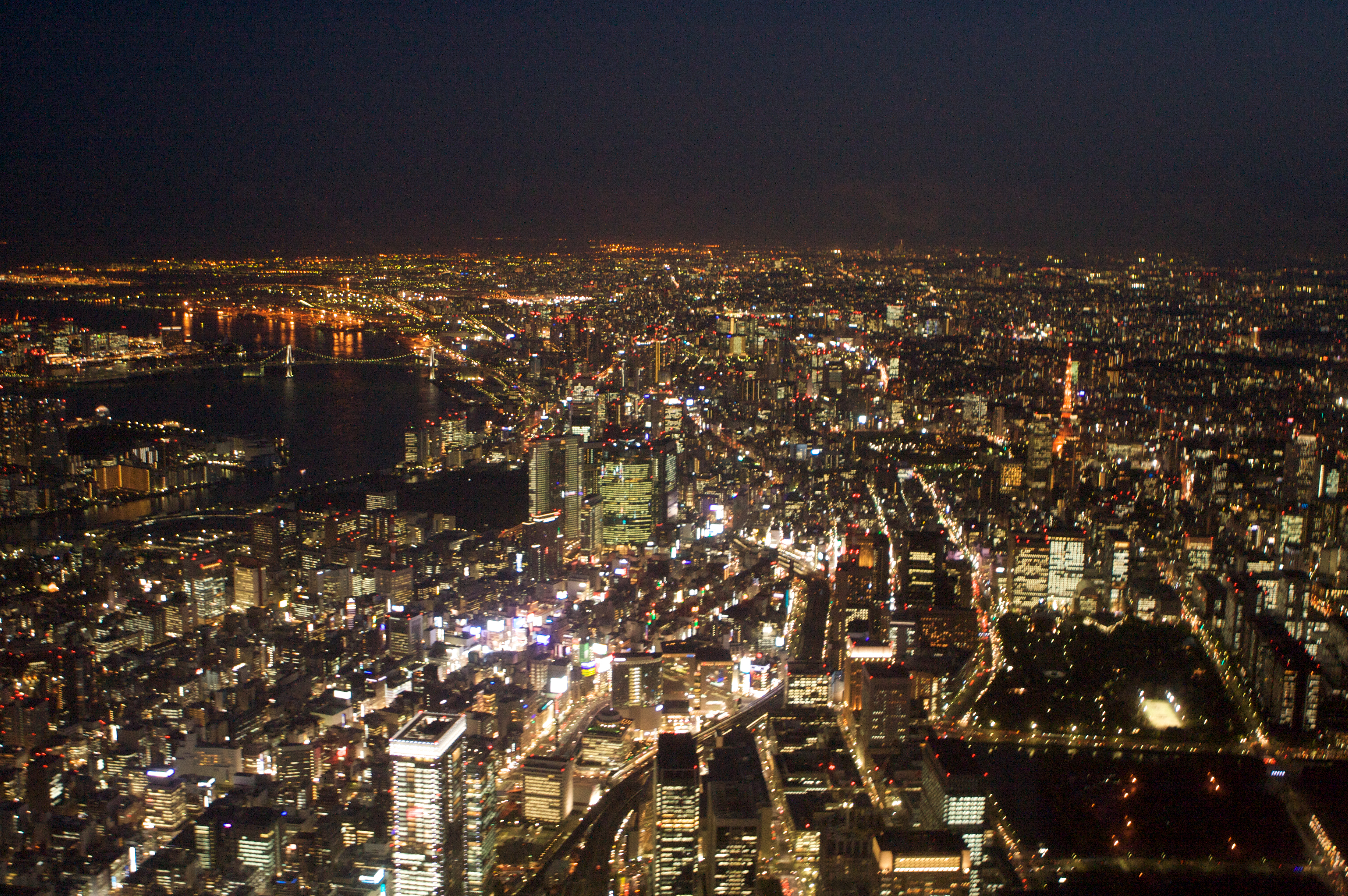
東京的夜景

### 申請城市階段
東京在2011年7月16日時，被日本奧林匹克委員會選為角逐2020年夏季奧運會主辦權的城市。獲選的主要原因是2011年日本東北地方太平洋近海地震對東日本重創後，以再次邁進的理念，展現復興的力量。在此之前，廣島也有意爭取主辦權，但最終選擇放棄。
2011年11月底，申辦委員會正式成立，以當時的日本內閣總理大臣野田佳彥為首，由64名成員所組成。2011年11月30日，發表東京2020年夏季奧運會申辦標誌。申辦預算方面，預估為7,500萬元，比上一次巴西申辦2016年夏季奧運會少了約一半。日本奧林匹克委員會會長竹田恆和則表示，舉辦奧運會將會對東京產生200億的經濟效益。
2011年12月初，日本眾議院與參議院通過決議，將全力支持並和東京申奧合作。決議中也提到主辦奧運的幫助，以及代表日本從東日本大震災重新站起的象徵。在內閣方面，也給予強力的支持。
在2012年1月的調查顯示，接近66%的民眾贊同申辦。
2012年2月，申辦單位任命荒木田裕子（1976年奧運會女子排球金牌成員）為理事，江上綾乃（2000年奧運會銀牌得主） 為網路和社群媒體宣傳的負責人。

### 候選城市階段

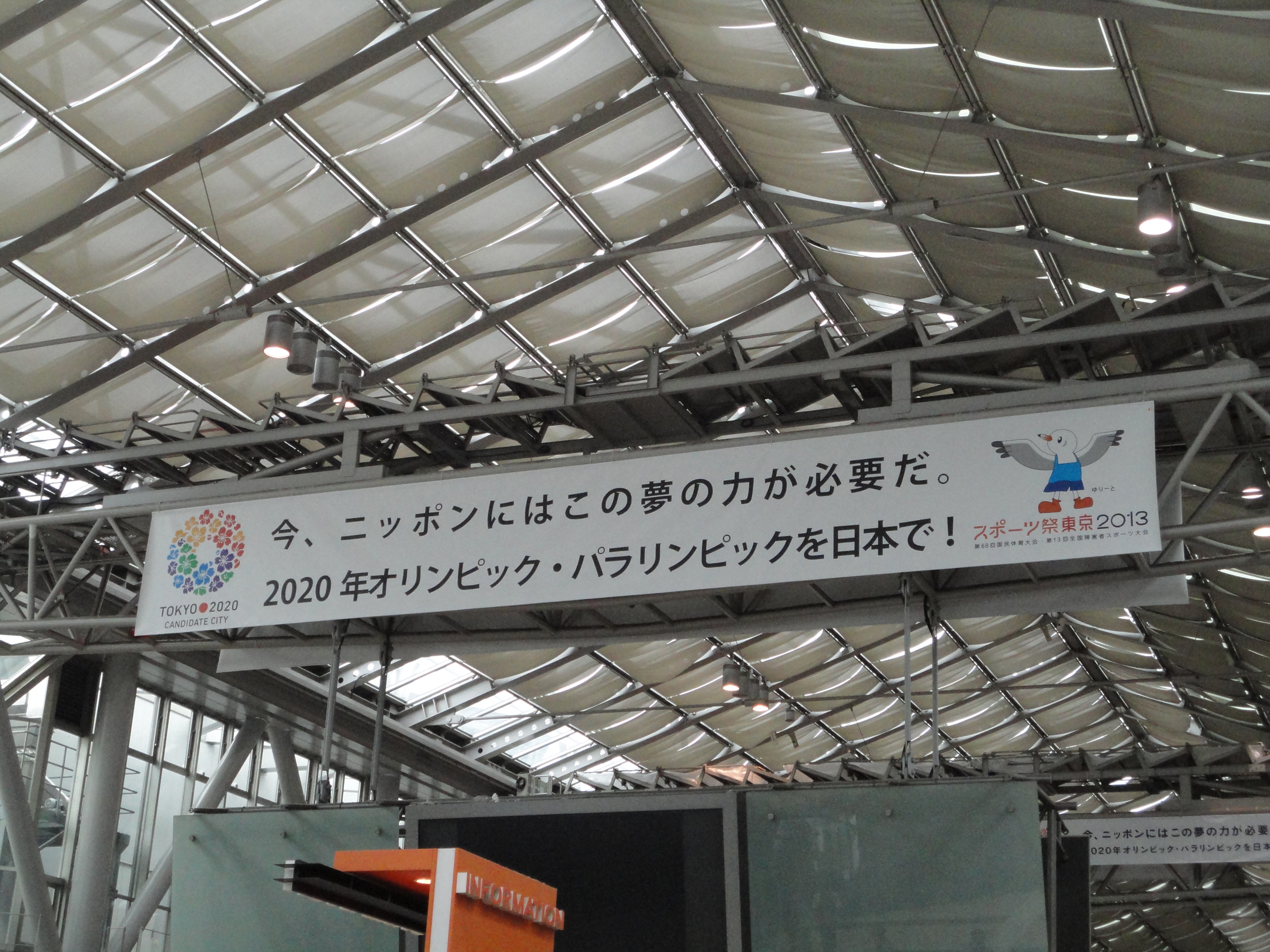
在東京國際展示場的宣傳布條

5月23日，IOC正式遴選東京為三個2020年夏季奧林匹克運動會候選城市的其中之一。
6月，一項調查顯示東京若能主辦奧運，將可創造超過150,000個的工作機會。7月，決定對外的宣傳標語是「Discover Tomorrow」。
11月，倫敦奧運會過後，再度針對市民的支持意願進行調查，結果67%的東京居民贊成主辦奧運。此外，公開主場地國立霞丘陸上競技場的改造設計圖，此體育場也將舉辦2019年世界盃橄欖球賽。
2013年1月7日，東京向IOC提交候選的相關文件。
1月的新調查顯示，73%的居民支持申辦奧運，並有其他調查的支持率達到78%，意味著支持的民眾正在上升，讀賣新聞的民調更有83%的國民贊成。在上屆的申辦，東京於一項調查中僅有56%的居民支持主辦。
3月4日至3月7日，IOC的考核委員會成員造訪東京。
9月7日，正式獲選為2020年夏季奧林匹克運動會主辦城市，是東京相隔56年以來第二次承辦賽事。

## 大事記
- 2009年

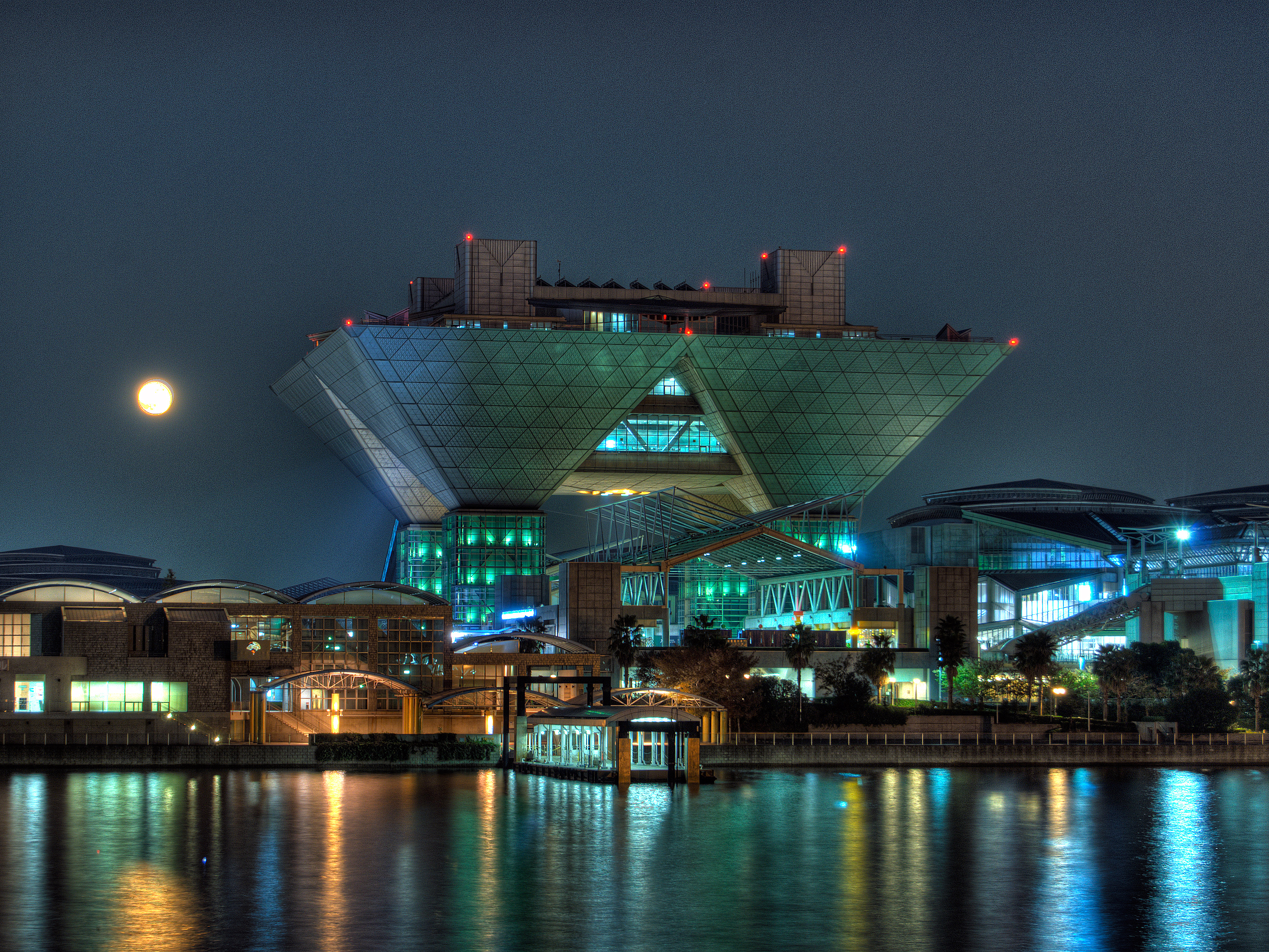
東京國際展示場將作為國際轉播中心

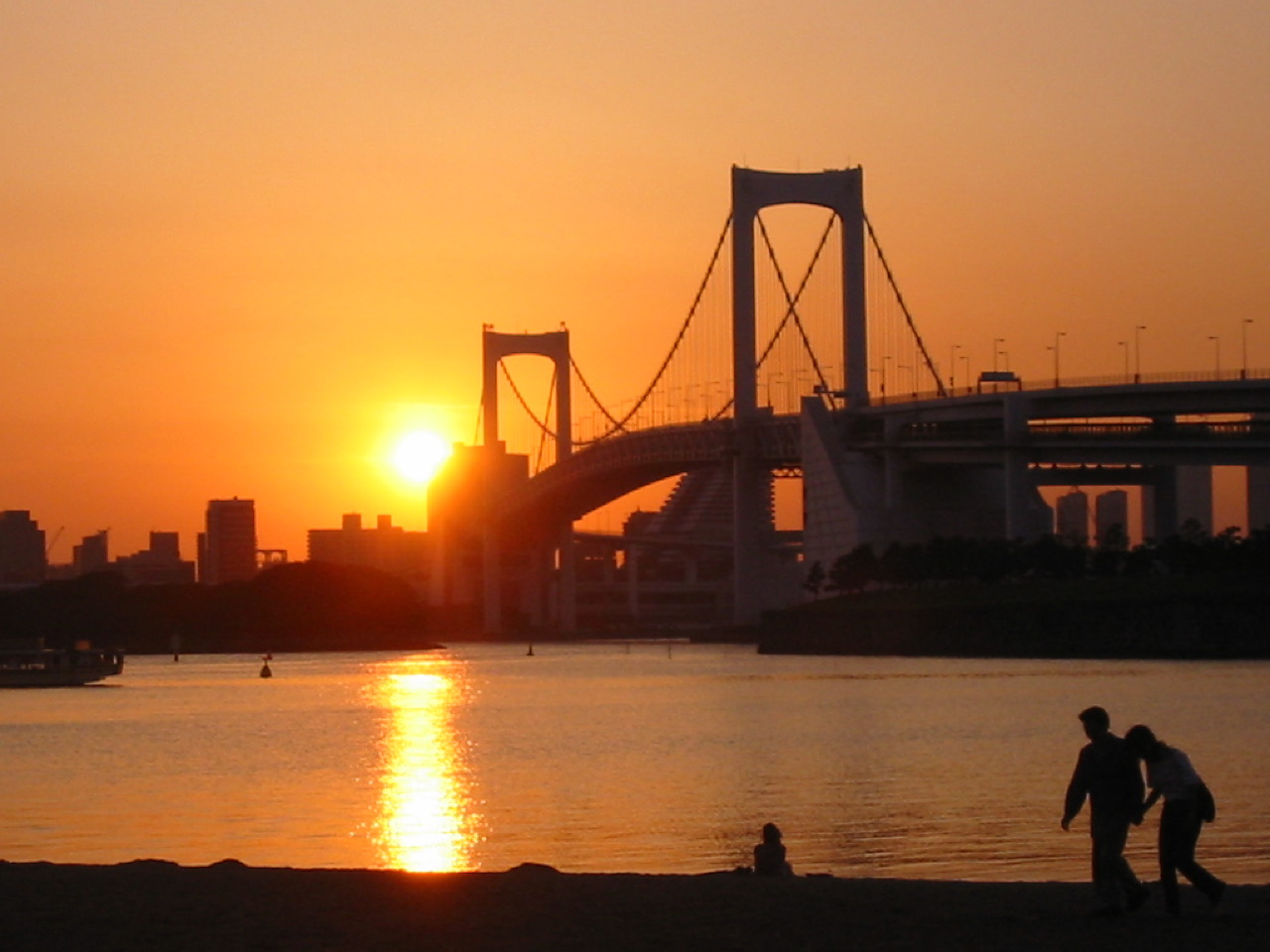
台場海濱公園方向的彩虹大橋夕景

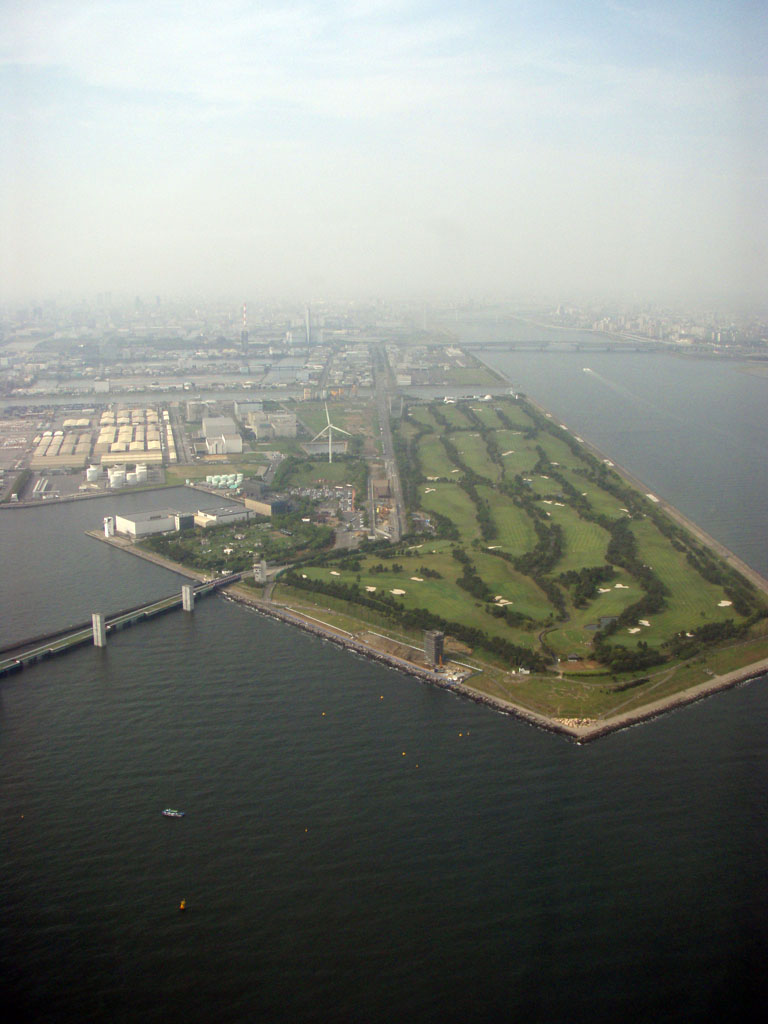
計畫於若洲進行高爾夫與划船項目

  - 10月2日 - 2016年夏季奧林匹克運動會決定由巴西的里約熱內盧主辦，東京於第二輪投票敗北。
  - 10月11日 - 廣島市和長崎市發表共同申辦夏季奧運的希望，不過在同年12月被國際奧林匹克委員會（IOC）拒絕。

- 2010年
  - 1月15日 - 長崎市放棄申辦，而廣島市發表單獨舉辦的的計畫。

- 2011年
  - 4月12日 - 前天連任東京都知事的石原慎太郎表達主辦2020年夏季奧林匹克運動會的意願。
  - 4月14日 - 11日的廣島市長選舉由反對申辦的候選人松井一實當選，宣布放棄申辦。
  - 6月17日 - 石原在東京都議會發表演說，公開主辦2020年夏季奧林匹克運動會的目標。
  - 6月23日 - 日本奧林匹克委員會（JOC）會長竹田恒和與奧運選手至都廳拜訪石原，表達申辦的希望。
  - 6月25日 - 竹田到東日本大震災的受災地之一宮城縣，和當地副知事三浦秀一會談，申辦的理念獲得贊同。
  - 6月28日 - 竹田再和福島縣知事佐藤雄平會談，佐藤持保留態度。
  - 7月14日 - 東京商工會議所向東京都政府提出文書，內容請求積極參與申辦。
  - 7月16日 - 在IOC主席也參與的日本體育協會、日本奧林匹克委員會創立100週年紀念典禮後的招待，東京都對日本奧林匹克委員會公開提交確約書。同時，東日本大震災的災區三縣（宮城、岩手、福島）知事發表贊成東京申辦的相關談話。
  - 8月4日 - 日本奧林匹克委員會會長竹田與岩手縣知事達增拓也會談，達增表達贊同舉辦之意。
  - 9月2日 - IOC公布共有東京、羅馬、馬德里、伊斯坦堡、多哈、巴庫六城市提出申請。
  - 9月15日 - 設立「東京2020奧運、帕運申辦委員會」（東京2020オリンピック・パラリンピック招致委員会），理事長由JOC會長竹田恒和擔任，副會長水野正人負責事務總長一職。
  - 10月18日 - 東京都議會通過申辦的決議案。
  - 10月19日 - 於文部科學省內設置申辦對策本部。
  - 11月3日 - 在瑞士洛桑的IOC總部召開會議，六座申辦城市皆派出代表參加。
  - 11月7日 - 東京都提出2012年度的申辦推進費預算，總計20億4900萬日圓，與上屆申辦經費的56億日圓相比，金額削減至半數以下。
  - 11月28日 - 設立申辦活動的後援組織「評議會」。會長由石原慎太郎出任，最高顧問則為時任內閣總理大臣野田佳彥。此外，評議會事務總長交由前外務省審議官小倉和夫擔任，而為避免職務重複，理事會的事務總長水野正人改任專務理事。評議會的成員選擇了岩手、宮城、福島三縣知事，以及AKB48的製作人秋元康等人。
  - 11月30日 - 申辦委員會公布申辦標誌。為了向世界發送友好，採用櫻花作為象徵，同時擁有自1964年東京奧運、東日本大震災以來，傳達復興的意味。
  - 12月1日 - 日本各黨派政治人物組成「2020年奧運、帕運日本申辦議員聯盟」（2020年オリンピック・パラリンピック日本招致議員連盟），由前內閣總理大臣鳩山由紀夫擔任會長。
  - 12月6日 - 眾議院針對申辦計畫進行決議，最終成功通過。隔日，於參議院也同樣過關。
  - 12月8日 - IOC的理事會依介紹、實地考察做為投票參考，依序前往伊斯坦堡、東京、羅馬、巴庫、多哈、馬德里參訪。
  - 12月13日 - 日本政府內閣對於申辦計畫進行研議。

- 2012年
  - 1月23日 - 申辦委員會發表調查，日本全國有65.7%、東京都有65.2%的民眾贊成參與申辦。
  - 2月1日 - 比賽場地計畫和與國際競技聯盟（IF）談判的體育總監角色，交由奧運金牌選手、JOC理事荒木田裕子負責。
  - 2月13日 - 向IOC提出包含概要計畫的申請文件。
  - 2月15日 - 提交申請文件的期限日期。東京以外，伊斯坦堡、巴庫、多哈、馬德里也繳交了相關文件，羅馬則因為財政困難而選擇退出。
  - 2月16日 - 發表申辦委員會的申請文件。
  - 4月14日 - 於莫斯科舉辦各國奧林匹克聯合委員會（ANOC）總會中，東京順序第二上臺報告，登場人士包括日本奧林匹克委員會會長竹田恒和、2004年夏季奧林匹克運動會女子800米自由式金牌柴田亞衣、1976年夏季奧林匹克運動會女子排球金牌成員荒木田裕子、招致委員會專務理事水野正人。
  - 5月23日 - 在加拿大魁北克召開的IOC理事會上，伊斯坦堡、東京、馬德里三地通過門檻，成為正式候選城市。
  - 5月29日 - 通過第一階段後，開放各城使用賽會標誌，申辦委員會則採用全新的象徵。此外，發表針對日本國內的申辦標語「現在，日本需要這夢想的力量」（今、ニッポンにはこの夢の力が必要だ）。因為相較之下，東京內部民眾的支持率遠低於其他城市（伊斯坦堡73%、馬德里78%、東京47%），知事石原對此表示「即使都民不參與也沒關係，東京仍能舉辦奧運」，6月1日則說「這些話並未充分表達確切的意思」。
  - 6月7日 - 東京2020奧運、帕運申辦委員會表示舉辦奧運將會為日本全國帶來約2兆9600億日圓、東京都約1兆6700億日圓的經濟效益，整體勞動者所得也會上升約7500億日圓，同時創造約15萬2000個的工作機會。另外，東京都體育振興局則說，2005年世界博覽會於185日期間共約2200萬人入場，經濟效益約2兆8000億日圓，若東京舉行奧運，預計17日期間有850萬名觀光客來訪，將會比該次國際博覽會的商機更高。
  - 7月19日 - 招致委員會發表針對國際的宣傳標語「Discover Tomorrow」。
  - 7月26日 - 於倫敦市內的飯店召開第124次IOC總會，日本奧林匹克委員會會長竹田恒和就任IOC委員，並表示「以申辦奧運為我的責任下而進行」。
  - 7月27日至8月12日 - 2012年夏季奧林匹克運動會舉行期間，日本奧林匹克委員會設立「Japan house」，在攤位宣傳東京的申辦計畫，吸引許多IOC委員與相關人士造訪。另一方面，石原因為身體不適而未前往當地參與活動。
  - 8月10日 - 改選IOC選手委員會委員，雖然日本籍的室伏廣治當選，不過因為在選舉活動期間違反相關規定，遭到IOC取消資格。日本奧林匹克委員會則認為室伏並無從事違反規定的行為，請求IOC提出詳細的選舉相關規則。
  - 8月20日 - 日本奧林匹克委員會在銀座舉辦慶功遊行，76名獲獎的運動員中有71名參加。選手們乘坐敞篷車或開蓬巴士遊街，周邊估計約50萬觀眾聚集，為日本國內人數規模最大的一次遊行。此外，此次遊行也配合申辦，相關圓扇、布條等相繼登場。
  - 9月5日 - 由於2012年U20女子世界盃於日本舉辦，FIFA主席順道前往首相官邸拜訪野田佳彥，野田向布拉特表達希望支持東京申奧之意，布拉特則說感謝日本政府從足球開始對體育的支持。
  - 9月6日 - IOC派遣考察團至各候選城市考察，由IOC副會長擔任考察團委員長，IOC體育局局長挑選成員。另外，公開考察時程，首先在2013年3月4日至3月7日期間前往東京。
  - 9月7日 - 距離決定主辦城市的時間倒數一週年，東京晴空塔亮起申辦標誌採用的五種顏色紫、黃、紅、藍、綠，並舉辦紀念儀式，包括有倫敦奧運會金牌選手和申辦委員會相關人士與會，正式開始倒數。
  - 9月11日 - 申辦委員會發表經過倫敦奧運會後的民調，此次改採用IOC的調查方式，結果顯示之前贊成比率58%、反對16%、皆否定者26%，之後的贊成比率66%、反對16%、皆否定者20%。
  - 10月25日 - 石原表示將辭去東京都知事一職，同月31日正式辭職。此時至12月16日選舉前期間，由副知事豬瀨直樹代理政事。
  - 12月16日 - 舉行東京都知事選舉，副知事豬瀨直樹當選，豬瀨緊接著表示將會繼續投入申辦活動。同月21日就任申辦委員會會長。

- 2013年
  - 1月7日 - 在迎接提出內含詳細舉辦計畫的「候選文件」期限前，申辦委員會專務理事水野正人、女足選手澤穗希前往瑞士洛桑的IOC拜訪，並提交「候選文件」。另一方面，伊斯坦堡和馬德里也於同日提出文件。
  - 1月8日 - 申辦委員會在東京都廳舉行記者會，公開之前向IOC提出的相關候選文件。此外日本奧林匹克委員會會長竹田造訪首相官邸，與上年12月26日就任內閣總理大臣的安倍晉三會談，當中安倍答應擔任申辦委員會最高顧問，並表示「安倍內閣會盡力支援」。
  - 1月10日 - 東京都知事豬瀨直樹、日本奧林匹克委員會會長竹田恒和、申辦委員會專務理事水野正人、文部科學副大臣福井照、女足選手澤穗希、帕運會男子游泳選手鈴木孝幸在倫敦召開記者會，向國際媒體說明申辦計畫並宣傳東京。
  - 3月4日 - IOC考察團首先來到東京視察。首日上午委員長與其他共計14人的考察成員，和內閣總理大臣安倍晉三、日本奧林匹克委員會會長竹田恒和、東京都知事猪瀨直樹、財務大臣及申辦推進議員聯盟會長麻生太郎出席歡迎會，並進行大會的基本計畫、理念相關介紹。下午考察團由皇太子德仁親王陪同下視察比賽場地。同日眾議院通過申辦計畫決議，隔日參議院亦順利過關。
  - 3月5日 - 考察第二日，針對經濟、行銷方面著手，由豐田汽車會長張富士夫、內閣官房長官菅義偉相伴介紹。下午視察賽事場地，分別為東京體育館和國立霞丘陸上競技場。另一方面，IOC公布支持率調查，結果東京都內70%、日本全國67%贊成申辦，與上年五月相比上升23%。
  - 3月6日 - 考察第三日，對於住宿和交通方面調查。下午再度視察競技場地，隨後參加安倍晉三主辦的晚餐會，包括憲仁親王妃久子、奧運體操金牌選手內村航平也都出席。
  - 3月7日 - 考察最終日，以環境、安全作為主題。下午考察團舉行記者會，結束了東京的行程。
  - 4月5日 - 委員會正式任命日本動漫人物「哆啦A夢」為特殊申奧大使（招致スペシャルアンバサダー），成為奧運舉辦以來首位虛構人物申奧大使，任期至主辦城市正式揭曉的同年9月7日為止。
  - 4月27日 - 豬瀨直樹在接受紐約時報的訪問中，指責競爭對手伊斯坦堡「伊斯蘭國家正在互相攻擊」的言論，引發爭議。
  - 5月30日 - 在俄羅斯聖彼得堡舉辦的國際單項運動總會聯合會（IF）中候選城市相繼進行宣傳，東京方面有IOC委員竹田恒和、男子擊劍選手太田雄貴、參議院議員橋本聖子登臺。
  - 6月15日 - 於瑞士洛桑舉行各國奧林匹克聯合委員會（ANOC）總會，提供候選城市介紹自身的機會，東京派出竹田恒和與女子體操選手田中理恵上場。
  - 6月25日 - IOC的考察團發表評價報告書，內容記載各都市的優缺點。東京於財政、治安上得到高的評價，然而第一次候選時的問題（穩定供給電力、支持率低迷、對於海嘯和地震的適當對策等）依舊浮現，對於舉辦能力則未有較明顯的批評。
  - 7月3日至7月4日 - 在瑞士洛桑進行候選城市舉辦計畫說明會，向IOC委員說明詳細內容。東京方由財務大臣麻生太郎、東京都知事豬瀨直樹、主播瀧川克里斯特爾登臺介紹。
  - 9月7日 - 於阿根廷布宜諾斯艾利斯召開的IOC會議上，擊敗伊斯坦堡、馬德里獲得主辦權，成為第32屆2020年夏季奧林匹克運動會主辦城市。

## 過往申辦
東京最近一次的申辦是2016年夏季奧林匹克運動會，但最後由里約熱內盧勝出。東京事實上第一次獲得夏季奧運會主辦權是1940年夏季奧林匹克運動會，不過當時因二戰而取消，1960年夏季奧林匹克運動會負於羅馬，直到1964年夏季奧林匹克運動會，再次成功獲選，成為第一座主辦夏季奧運會的亞洲城市。
此次的申辦是東京的第五次爭取主辦權，若雀屏中選的話，將會為繼巴黎、倫敦（目前累計三次）、洛杉磯、雅典後，第五個達成舉辦過兩屆賽事的城市，也會是第四個在日本舉行的奧林匹克運動會。

### 日本其他城市過往申辦
大阪申辦2008年夏季奧林匹克運動會但落敗於北京。更早之前的名古屋則在爭取1988年夏季奧林匹克運動會上不敵首爾。
冬季奧運方面，札幌曾經獲選為1940年冬季奧林匹克運動會的主辦城市，不過由於二戰而擱置。第二次申辦於1968年冬季奧林匹克運動會，但格勒諾布爾成為最終主辦方。1972年冬季奧林匹克運動會，札幌第三次的申辦成功，這也是亞洲首次舉辦冬季奧運。之後於1984年冬季奧林匹克運動會第四度申辦，不過被塞拉耶佛擊敗。長野則主辦1998年冬季奧林匹克運動會，也是亞洲第二次舉辦冬季奧運。

## 比賽場地

### 奧運村八公里內的比賽場地
| 體育場館             | 競技項目                                                                      | 競技項目                                            | 容納人數 括号內為帕運會                                                              | 備註 | 現景 |
| 體育場館             | 奧運會                                                                        | 帕運會                                              | 容納人數 括号內為帕運會                                                              | 備註 | 現景 |
| -------------------- | ----------------------------------------------------------------------------- | --------------------------------------------------- | ------------------------------------------------------------------------------------ | ---- | ---- |
| 新國立競技場         | ・開幕式 ・閉幕式 ・田徑 ・足球（決賽） ・七人制橄欖球 ・馬拉松（起點及終點） | ・開幕式 ・閉幕式 ・田徑                            | 80,000人                                                                             | 計畫 |      |
| 國立代代木競技場     | ・手球                                                                        | ・輪椅橄欖球                                        | 12,000人(12,000人)                                                                   | 現有 |      |
| 東京體育館           | ・桌球                                                                        | ・桌球                                              | 8,000人(8,000人)                                                                     | 現有 |      |
| 日本武道館           | ・柔道                                                                        | ・柔道                                              | 11,000人(11,000人)                                                                   | 改建 |      |
| 東京國際論壇大樓     | ・舉重                                                                        | 無                                                  | 5,000人                                                                              | 現有 |      |
| 皇居外苑             | ・自行車（公路賽）起點                                                        | 無                                                  | 1,000人                                                                              | 臨時 |      |
| 兩國國技館           | ・拳擊                                                                        | 無                                                  | 10,000人                                                                             | 現有 |      |
| 有明球場             | ・排球                                                                        | ・坐式排球                                          | 15,000人(15,000人)                                                                   | 新建 |      |
| 有明BMX場            | ・自行車（BMX）                                                               | 無                                                  | 5,000人                                                                              | 臨時 |      |
| 有明場地賽場         | ・自行車（場地賽）                                                            | ・自行車（場地賽）                                  | 5,000人(5,000人)                                                                     | 臨時 |      |
| 有明體操競技場       | ・體操                                                                        | ・盲人門球                                          | 12,000人(5,000人)                                                                    | 臨時 |      |
| 有明網球森林公園     | ・網球                                                                        | ・輪椅網球                                          | A球場:10,000人(10,000人) B球場:5,000人(3,000人) C球場:3,000人(2,500人) D球場:2,500人 | 改建 |      |
| 御台場海濱公園       | ・鐵人三項 ・游泳（馬拉松）                                                   | ・自行車（公路賽） ・鐵人三項                       | 10,000人(10,000人)                                                                   | 臨時 |      |
| 潮風公園             | ・沙灘排球                                                                    | 無                                                  | 12,000人                                                                             | 臨時 |      |
| 東京國際展示場A館    | ・角力                                                                        | ・健力                                              | 10,000人(5,000人)                                                                    | 現有 |      |
| 東京國際展示場B館    | ・擊劍 ・跆拳道                                                               | ・硬地滾球                                          | 8,000人(5,000人)                                                                     | 現有 |      |
| 大井曲棍球競技場     | ・曲棍球                                                                      | ・A面:腦麻痺障礙者七人制足球 ・B面:視障者五人制足球 | A:10,000人(10,000人) B:5,000人(4,000人)                                              | 新建 |      |
| 海之森穿越場         | ・馬術（越野）                                                                | 無                                                  | 0人                                                                                  | 臨時 |      |
| 海之森水上競技場     | ・輕艇（輕艇靜水） ・划船                                                     | ・輕艇 ・划船                                       | 14,000人(14,000人)                                                                   | 新設 |      |
| 海之森山地賽場       | ・自由車（山地賽）                                                            | 無                                                  | 2,000人                                                                              | 臨時 |      |
| 若洲奧林匹克濱海碼頭 | ・帆船                                                                        | ・帆船                                              | 2,000人(2,000人)                                                                     | 新建 |      |
| 霞關鄉村俱樂部       | ・高爾夫                                                                      | 無                                                  | 1,000人                                                                              | 現有 |      |
| 葛西臨海公園         | ・輕艇（激流）                                                                | 無                                                  | 12,000人                                                                             | 新建 |      |
| 夢島青年廣場體育館A  | ・羽球                                                                        | ・輪椅羽球 ・輪椅擊劍                               | 7,000人(7,000人)                                                                     | 新建 |      |
| 夢島青年廣場體育館B  | ・籃球                                                                        | ・輪椅籃球（決賽）                                  | 18,000人(18,000人)                                                                   | 新建 |      |
| 夢島公園             | ・射箭                                                                        | ・射箭                                              | 7,000人(7,000人)                                                                     | 新建 |      |
| 夢島競技場           | ・馬術                                                                        | ・馬術                                              | 14,000人(14,000人)                                                                   | 現有 |      |
| 水上運動中心         | ・游泳（室內） ・跳水 ・水上芭蕾                                              | ・游泳                                              | 20,000人(20,000人)                                                                   | 新建 |      |
| 水球競技場           | ・水球                                                                        | 無                                                  | 6,500人                                                                              | 臨時 |      |

### 八公里外場地
| 體育場館               | 競技項目                                         | 競技項目 | 容納人數 括号內為帕運會             | 備註 | 現景 |
| 體育場館               | 奧運會                                           | 帕運會   | 容納人數 括号內為帕運會             | 備註 | 現景 |
| ---------------------- | ------------------------------------------------ | -------- | ----------------------------------- | ---- | ---- |
| 武藏野之森公園         | ・自行車（公路賽）終點                           | 無       | 1,000人                             | 臨時 |      |
| 武藏野之森綜合體育設施 | ・現代五項（擊劍）                               | 無       | 8,000人                             | 計畫 |      |
| 陸上自衛隊朝霞訓練場   | ・射擊                                           | ・射擊   | 空氣槍:4,600人 步槍:3000人(3,000人) | 臨時 |      |
| 東京體育場             | ・足球（預賽） ・現代五項（游泳/馬術/賽跑/射擊） | 無       | 50,000人                            | 現有 |      |

### 足球場地
| 體育場館           | 競技項目                                                                      | 競技項目                 | 容納人數 括号內為帕運會 | 備註 | 現景 |
| 體育場館           | 奧運會                                                                        | 帕運會                   | 容納人數 括号內為帕運會 | 備註 | 現景 |
| ------------------ | ----------------------------------------------------------------------------- | ------------------------ | ----------------------- | ---- | ---- |
| 新國立競技場       | ・開幕式 ・閉幕式 ・田徑 ・足球（決賽） ・七人制橄欖球 ・馬拉松（起點及終點） | ・開幕式 ・閉幕式 ・田徑 | 80,000人                | 計畫 |      |
| 東京體育場         | ・足球（預賽） ・現代五項（游泳/馬術/賽跑/射擊）                              | 無                       | 50,000人                | 現有 |      |
| 札幌巨蛋           | ・足球（預賽）                                                                | 無                       | 41,000人                | 現有 |      |
| 宮城體育場         | ・足球（預賽）                                                                | 無                       | 50,000人                | 現有 |      |
| 埼玉2002體育場     | ・足球（預賽）                                                                | 無                       | 64,000人                | 現有 |      |
| 橫濱國際綜合競技場 | ・足球（預賽）                                                                | 無                       | 72,000人                | 現有 |      |

### 相關設施
- 東京都第一本廳舍南座33-34樓 - 東京奧運組織委員會
- 東京帝國飯店 - IOC本部
- 晴海碼頭 - 選手村
- 東京國際展示場 - 媒體新聞中心、國際轉播中心

## 外部連結
- Tokyo 2020 Official Website （页面存档备份，存于） （英文）
- Tokyo 2020 Applicant File （页面存档备份，存于） （英文）
- Tokyo 2020 Candidature File Vol. 1 （英文）
- Tokyo 2020 Candidature File Vol. 2 （英文）
- Tokyo 2020 Candidature File Vol. 3 （英文）
- IOC Press Release on 2020 Olympic Bids （页面存档备份，存于） （英文）